# Lamborghini-Museum

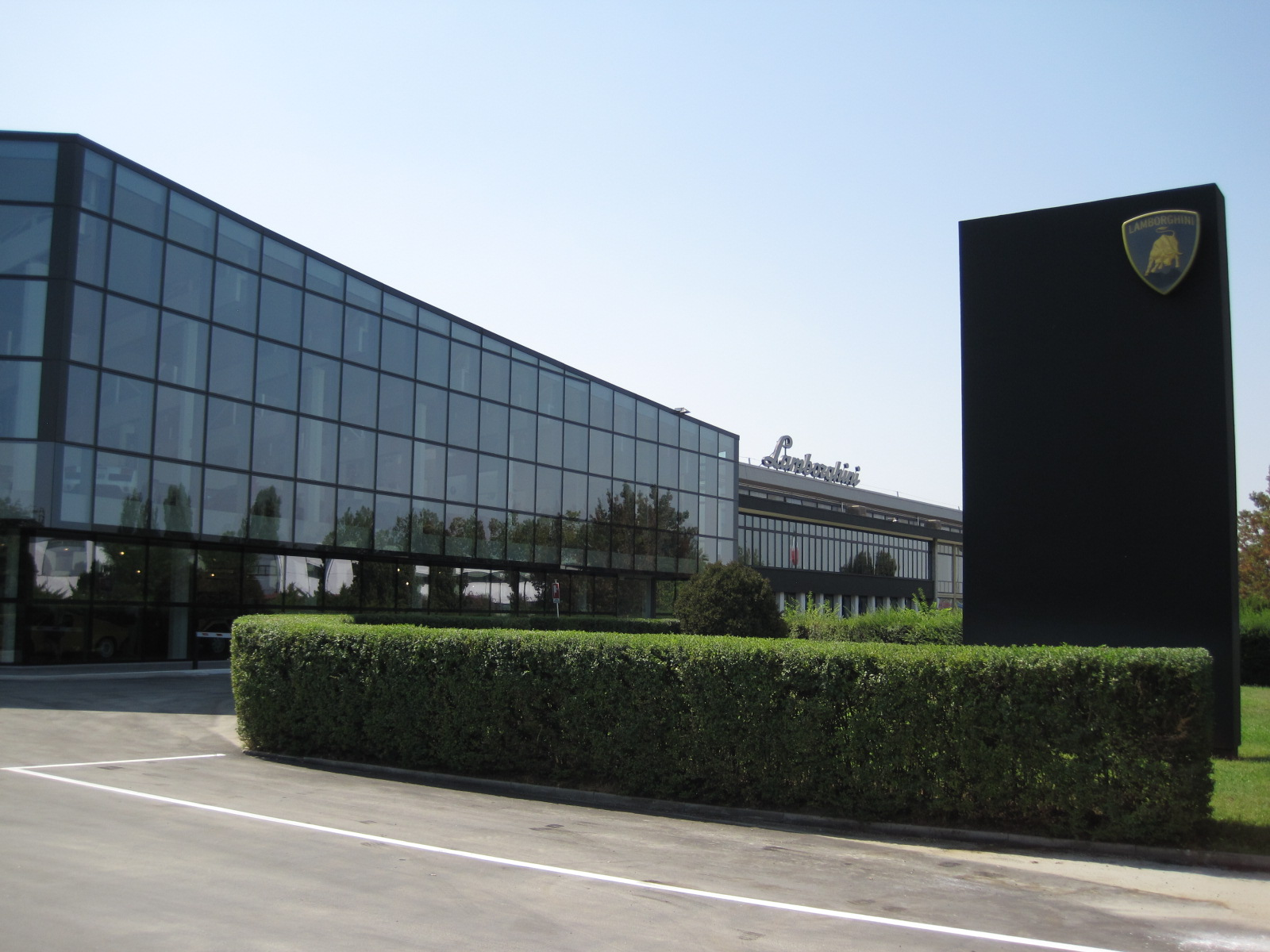
Außenansicht

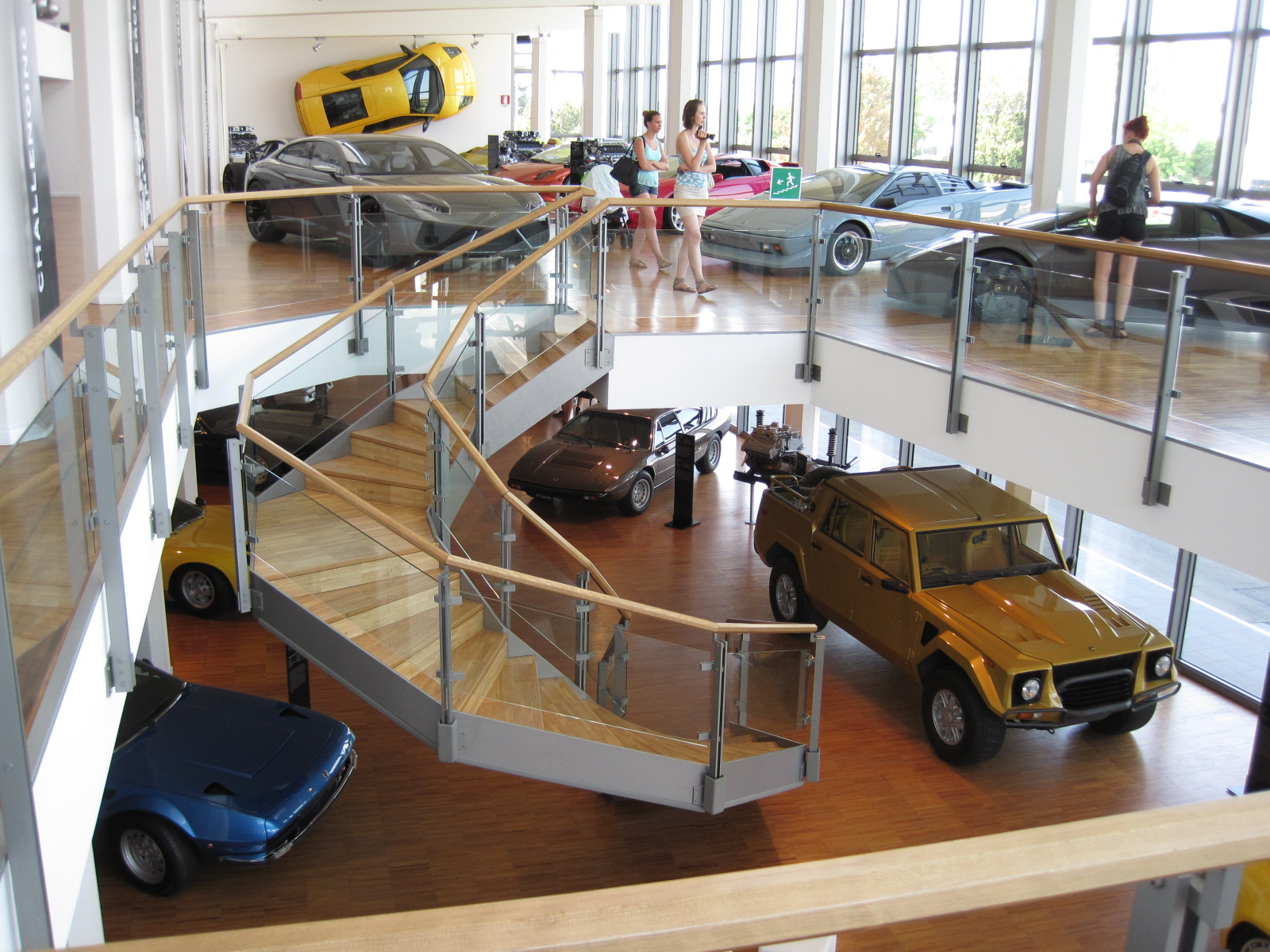
Innenansicht

Das Lamborghini-Museum (MUDETEC) ist das Werksmuseum des italienischen Sportwagenherstellers Lamborghini. Es befindet sich in Sant’Agata Bolognese, am Firmensitz von Lamborghini in der  Via Modena, 12.
Das Museum zeigt die wichtigsten Sportwagen vom ersten Serienautomobil Lamborghinis, dem 350 GT von 1964, bis zu den aktuellen Modellen. Auch Rennwagen einschließlich der Formel 1 sowie Automotoren, Bootsmotoren und technische Besonderheiten werden ausgestellt. Zu den Exponaten gehören auch ein LM002, der Urus und der Egoista. Das Museum wurde 2001 eröffnet und 2016 renoviert und erweitert.
2019 wurde das Museum Museo Lamborghini in veränderter Form als Museum MUDETEC (Museo delle Tecnologie) wieder eröffnet.